# Zeitleiste der Päpste
Die folgenden Listen bieten einen visuellen Überblick über die Dauer und den zeitlichen Verlauf der Amtszeiten der Päpste.
Päpste der offiziellen Liste sind in grün dargestellt, Gegenpäpste in rot. Zeitweise, wie zum Beispiel während des Abendländischen Schismas, gab es drei Päpste gleichzeitig, so dass in dieser Liste ein Papst in grün sowie zwei sich überlappende Gegenpäpste in rot aufgeführt sind. Zur besonderen Problematik der Zählweise der Päpste siehe auch Papst und Liste der Päpste.
Die Liste ist der Übersichtlichkeit und der Lesbarkeit halber in acht Sequenzen zu jeweils 250 Jahren aufgeteilt. Am Ende jeder Grafik sind 25 weitere Jahre hinzugefügt, um Pontifikate darstellen zu können, die über die Zeitschranken verlaufen.
Legende:
_____ = Papst
_____ = Gegenpapst
_____ = Legitimität unklar
Heiliggesprochene Päpste sind mit (Hl.) markiert.